# Cheirostylis goldschmidtiana
Cheirostylis goldschmidtiana är en orkidéart som beskrevs av Rudolf Schlechter. Cheirostylis goldschmidtiana ingår i släktet Cheirostylis och familjen orkidéer. Inga underarter finns listade i Catalogue of Life.